# R-Darter
El R-Darter es un misil BVR (Más allá del alcance visual), usa un radar semiactivo autoguiado hacia el blanco. Es diseñado y fabricado por la empresa Sudáfricana Denel Dynamics antes conocida como Kentron. El programa del desarrollo del misil BVR de Sudáfrica se benefició de la cooperancion entre Sudáfrica y Israel durante los años 80´s, y es un desarrollo directo de las últimas versiones del misil israelí Derby.

## Servicio
El misil armó a los aviones Cheetah C/D de la Fuerza Aérea Sudafricana hasta el 2008 año en que fue retirado junto con estos aviones.
La Fuerza Aérea Brasileña los está evaluando para equipar a sus recientemente modernizados F-5, la corporación Danel los estaría dando a un precio simbólico.
Se cree que la Fuerza Aérea Ecuatoriana compró los misiles junto con los cazas Cheetah C/D en 2010.

## Misiles similares
- AIM-120 AMRAAM
- Vympel R-77
- MBDA Meteor
- RAFAEL Derby